# Flat Rock (Illinois)
Flat Rock és una població dels Estats Units a l'estat d'Illinois. Segons el cens del 2000 tenia 415 habitants.

## Demografia
Segons el cens del 2000, Flat Rock tenia 415 habitants, 166 habitatges, i 118 famílies. La densitat de població era de 186,3 habitants/km².
Dels 166 habitatges en un 31,9% hi vivien nens de menys de 18 anys, en un 59,6% hi vivien parelles casades, en un 7,8% dones solteres, i en un 28,9% no eren unitats familiars. En el 25,3% dels habitatges hi vivien persones soles el 16,3% de les quals corresponia a persones de 65 anys o més que vivien soles. El nombre mitjà de persones vivint en cada habitatge era de 2,5 i el nombre mitjà de persones que vivien en cada família era de 3,02.
Per edats la població es repartia de la següent manera: un 24,3% tenia menys de 18 anys, un 8,9% entre 18 i 24, un 24,3% entre 25 i 44, un 23,4% de 45 a 60 i un 19% 65 anys o més.
L'edat mediana era de 38 anys. Per cada 100 dones de 18 o més anys hi havia 89,2 homes.
La renda mediana per habitatge era de 36.184 $ i la renda mediana per família de 42.500 $. Els homes tenien una renda mediana de 30.357 $ mentre que les dones 15.417 $. La renda per capita de la població era de 16.398 $. Aproximadament el 10% de les famílies i el 12,6% de la població estaven per davall del llindar de pobresa.

## Poblacions més properes
El següent diagrama mostra les poblacions més properes.